# Eupithecia mediargentata
Eupithecia mediargentata är en fjärilsart som beskrevs av Inoue 1987. Eupithecia mediargentata ingår i släktet Eupithecia och familjen mätare. Inga underarter finns listade i Catalogue of Life.